# Totální diferenciál
Totální diferenciál je v matematice diferenciál aplikovaný na funkci několika proměnných. Vyjadřuje závislost změny hodnoty funkce několika proměnných na malé změně jedné nebo více proměnných směrem od daného bodu. Tuto závislost aproximuje jako lineární funkci. Chyba této aproximace při malé změně proměnných musí být velmi malá (ve smyslu definice), jinak totální diferenciál neexistuje. Zkoumaná funkce tedy musí být dostatečně hladká. Jestliže totální diferenciál v daném bodě existuje, tak funkce v daném bodě má totální diferenciál nebo že je v daném bodě diferencovatelná.
Pokud v bodě {\displaystyle \mathbf {x} =(x_{1},\dots ,x_{n})} existuje totální diferenciál funkce n proměnných {\displaystyle y=f(x_{1},\dots ,x_{n})=f(\mathbf {x} )}, pak je to lineární funkce
{\displaystyle \mathrm {d} y={\frac {\partial y}{\partial x_{1}}}\,\mathrm {d} x_{1}+\cdots +{\frac {\partial y}{\partial x_{n}}}\,\mathrm {d} x_{n}=\nabla f(\mathbf {x} )\cdot \mathrm {d} \mathbf {x} },
kde
{\displaystyle {\frac {\partial y}{\partial x_{i}}}} je parciální derivace funkce {\displaystyle f} podle {\displaystyle x_{i}} v bodě {\displaystyle \mathbf {x} },
{\displaystyle \nabla f(\mathbf {x} )=\left({\frac {\partial y}{\partial x_{1}}},\dots ,{\frac {\partial y}{\partial x_{n}}}\right)} je gradient funkce {\displaystyle f} v bodě {\displaystyle \mathbf {x} },
{\displaystyle \mathrm {d} \mathbf {x} =(\mathrm {d} x_{1},\dots ,\mathrm {d} x_{n})} je vektor změn jednotlivých nezávislých proměnných
a symbol {\displaystyle \cdot } značí skalární součin.

## Definice
Nechť {\displaystyle f(\mathbf {x} )} je funkce n reálných proměnných definovaná na jistém okolí bodu {\displaystyle \mathbf {x} }. Totálním diferenciálem funkce {\displaystyle f(\mathbf {x} )} v bodě {\displaystyle \mathbf {x} } nazýváme lineární funkci {\displaystyle \mathrm {d} f_{\mathbf {x} }(\mathrm {d} \mathbf {x} )}, s níž lze funkci {\displaystyle f} v okolí bodu {\displaystyle \mathbf {x} } aproximovat jako
{\displaystyle f(\mathbf {x} +\mathrm {d} \mathbf {x} )=f(\mathbf {x} )+\mathrm {d} f_{\mathbf {x} }(\mathrm {d} \mathbf {x} )+\varepsilon _{\mathbf {x} }(\mathrm {d} \mathbf {x} )}
tak, že pro chybu aproximace {\displaystyle \varepsilon _{\mathbf {x} }(\mathrm {d} \mathbf {x} )} platí
{\displaystyle \lim _{\mathrm {d} \mathbf {x} \to \mathbf {0} }{\frac {\varepsilon _{\mathbf {x} }(\mathrm {d} \mathbf {x} )}{\|\mathrm {d} \mathbf {x} \|}}=0}.
Jestliže taková lineární funkce existuje, pak má tvar
{\displaystyle \mathrm {d} f_{\mathbf {x} }(\mathrm {d} \mathbf {x} )=\sum _{i=1}^{n}{\frac {\partial f}{\partial x_{i}}}(\mathbf {x} )\mathrm {d} x_{i}}
a říkáme, že funkce {\displaystyle f(\mathbf {x} )} má v bodě {\displaystyle \mathbf {x} } totální diferenciál neboli že je v bodě {\displaystyle \mathbf {x} } diferencovatelná.

## Podmínky a důsledky diferencovatelnosti
- Jestliže má funkce {\displaystyle f(\mathbf {x} )} na jistém okolí bodu {\displaystyle \mathbf {x} } spojité všechny parciální derivace, pak má v bodě {\displaystyle \mathbf {x} } totální diferenciál.
- Jestliže má funkce {\displaystyle f(\mathbf {x} )} v bodě {\displaystyle \mathbf {x} } totální diferenciál, pak je v bodě {\displaystyle \mathbf {x} } spojitá a má v něm směrovou derivaci v každém směru.

## Geometrický význam
- Pro názornou interpretaci geometrického významu totálního diferenciálu budeme uvažovat funkci dvou proměnných {\displaystyle f({\vec {x}})={\sqrt {27-x^{2}-y^{2}}}} a bod, ve kterém budem zkoumat existenci totálního diferenciálu {\displaystyle {\vec {a}}=(1,1)}.
- Jelikož tato funkce splňuje podmínky existence totálního diferenciálu, musí platit {\displaystyle f({\vec {x}})-f({\vec {a}})=\sum _{i=1}^{r}{\alpha _{i}(x_{i}-a_{i})+\nu ({\vec {x}}-{\vec {a}})}}.
- Abychom si znázornili totální diferenciál, vypustíme zbytkovou funkci {\displaystyle \nu ({\vec {x}}-{\vec {a}})}
- {\displaystyle \alpha _{1}={\frac {\partial f}{\partial x}}({\vec {a}})=-{\frac {x}{\sqrt {27-x^{2}-y^{2}}}}(1,1)=-{\frac {1}{5}}}, {\displaystyle \alpha _{2}={\frac {\partial f}{\partial y}}({\vec {a}})=-{\frac {y}{\sqrt {27-x^{2}-y^{2}}}}(1,1)=-{\frac {1}{5}}}, {\displaystyle f({\vec {a}})=5}
- Po dosazení za neznámé do rovnice a přeznačení {\displaystyle f({\vec {x}})} na {\displaystyle z} dostaneme {\displaystyle } {\displaystyle z-5=-{\frac {1}{5}}(x-1)-{\frac {1}{5}}(y-1)\sim z={\frac {27}{5}}-{\frac {x}{5}}-{\frac {y}{5}}}
- Nyní se podívejme na grafy funkcí {\displaystyle f({\vec {x}})} a {\displaystyle z({\vec {x}})}

- Z grafu je vidět že graf totálního diferenciálu je rovina tečná k funkci {\displaystyle f({\vec {x}})} v bodě {\displaystyle {\vec {a}}} (jejímž grafem je část kulové plochy).
- Pro funkci jedné proměnné představuje totální diferenciál tečnou přímku.